# Кім Чен Ин
Кім Чен Ин (кор. 김정은, 金正恩, Gim Jeong(-)eun, Kim Chŏngŭn, МФА: [ɡ̊imd͜zɔŋɯn]; нар. 8 січня 1982 або 8 січня 1983 або на поч. 1984 року, ймовірно у Пхеньяні, КНДР) — північнокорейський політичний, державний, військовий і партійний діяч. Диктатор, син колишнього диктатора Північної Кореї Кім Чен Іра. Після смерті батька з 29 грудня 2011 року зайняв його посаду. Верховний керівник Північної Кореї (з 2011). Генеральний Секретар Трудової партії Кореї (з 2021). Маршал КНДР (2012). Генераліссимус КНДР (2022).
До приходу до влади він рідко з'являвся публічно, і багато дій Кіма і його уряду залишаються невідомими.
З кінця 2010 року Кім Чен Ин почав з'являтися на публіці разом із батьком, через що його почали розглядати як майбутнього наступника на посаді лідера нації. Після смерті Кім Чен Іра його офіційно проголосили «Великим Наступником». Верховний командувач збройними силами КНДР (з 30 грудня 2011 року).

## Дитинство та юність
Кім Чен Ин є третім та наймолодшим сином Кім Чен Іра (крім того, ще має старшу сестру Кім Сул Сон). Дата його народження невідома, ймовірним місцем народження вважають Пхеньян. Його мати Ко Йон Хі (Ko Young-hee), третя з чотирьох жінок Кім Чен Іра, народилася в Японії в родині корейської професійної танцюристки. Згідно з офіційною версією, вона померла 2004 року від раку, але існували чутки, що її було вбито. Мати називала сина «Королем Пораненої Зірки».
Кім-молодший починав навчання в елітарній школі, призначеній для дітей сановників Трудової партії Кореї (ТПК). Але згодом його відправили до приватної Міжнародної школи Берна (International School of Bern), у передмісті Берна Мурі-Берн, Швейцарія. Тут він навчався у 1993—1998 роках під псевдонімом Чол Пак (або Пак Чол), офіційно — як син водія посольства КНДР у Швейцарії. Його завжди та всюди супроводжував старший «учень»-кореєць, якого всі сприймали за охоронця. Колишні співучні згадують, що Кім-молодший любив кататися на лижах та цікавився баскетболом і був великим шанувальником Майкла Джордана та Жана Клода Ван Дама. Згідно з програмою навчання школи, Кім-молодший повинен бути обізнаний із англійською та німецькою мовами. Характер корейського спадкоємця школярі оцінюють як інтровертивний, директор школи визначив його «боязким». У 15-річному віці Кім покинув школу, не склавши іспитів.
Існує також версія, що в 1999—2000 роках Кім Чен Ин відвідував школу в Лібефельд-Штайнгельцлі (Schule Liebefeld Steinhölzli), іншому передмісті Берна. Тут його також було зареєстровано не під справжнім іменем, а як «Пак Ин», начебто сина чиновника посольства КНДР. Своєму сусідові за партою португальцю Жоао Мікаело він якось зізнався, що є сином північнокорейського правителя, і показав фото, на якому він разом із Кім Чен Іром. В обох версіях багато особистих рис цих корейських школярів збігаються, але чи в обох випадках ідеться про Кім Чен Ина, чи в одному з них це був його старший брат Кім Йон Нам — досі лишається нез'ясованим.

## Політична кар'єра
Згідно з повідомленнями південнокорейських ЗМІ та північнокорейських біженців, 2006 року серед керівних партійних функціонерів ТПК вперше було розповсюджено фотографії Кім Чен Ина. У наступні роки він перейняв функції Організаційного комітету Партії, що забезпечує стеження за партійними функціонерами.
15 січня 2009 року північнокорейська інформаційна агенція повідомила, що близько 8 січня 2009 року Кім Чен Ір видав директиву з приводу залучення Кім Чен Ина до керування Партією, назвавши його своїм наступником.
26 квітня 2009 року агенція «Йонхап» повідомила, що Кім Чен Ин отримав нижче звання в Раді національної оборони. Найвищою посадою в державі є посада голови цієї Ради, яку того ж місяця північнокорейський парламент надав його батькові — Кім Чен Іру.
27 вересня 2010 року, за день до щорічного з'їзду Трудової Партії Кореї, Кім Чен Ір надав своєму синові (а також своїй сестрі Kiong Hui) звання генерала (кор. Daejang). Крім того, під час з'їзду Партії Кім Чен Ина було призначено на дві високі державні посади: віцеголови Центральної Військової Комісії (вище, ніж Партія) та члена Центрального Комітету ТПК.
Після смерті Кім Чен Іра (17 грудня 2011 року) Кім Чен Ина 19 грудня оголосили «Великим Наступником» померлого керівника, що означає майбутній перехід до його повноважень найвищих державних посад.
Великою підтримкою при консолідації влади для Кім Чен Ина був його дядько Чан Сон Тек (Dzang Song Taek), швагер батька, віцеголова Вищої військової ради КНДР, що за життя останнього практично був другою людиною у державі. Але 12 грудня 2013 року він був несподівано засуджений спеціальним військовим трибуналом за численними звинуваченнями (передусім — за «спробу вчинити державний переворот») і того ж дня страчений.
З початку 2014 року Кім Чен Ин з незрозумілих причин зник із сюжетів телевізійних новин КНДР. Припущення західних ЗМІ про його важку хворобу були офіційно заперечені у КНДР.
У квітні 2018 року став першим північнокорейським лідером, який ступив на землю Південної Кореї, зустрівшись із президентом Мун Чже Іном. На зустрічі двох лідерів було домовлено про підготовку до підписання мирного договору та припинення війни між двома корейськими державами, яка формально тривала близько 70 років.

## Приватне життя
Кім Чен Ин мав зведеного старшого брата за батьком — Кім Чон Нама. Нам був найстаршим сином Кім Чен Іра. Коли до влади прийшов його молодший зведений брат, Кім Чон Нам жив непримітним життям. Більшість часу він проводив за кордоном, переважно в Макао. У лютому 2017 року, у віці 45 років був отруєний VX (отрута, що належить до класу хімічної зброї) в міжнародному аеропорті «Куала-Лумпур».

### Стан здоров'я
Кендзі Фудзімото у своїй книзі «Я був шеф-кухарем Кім Чен Іра» стверджує, що Кім-молодший, як і інші сини Кім Чен Іра, успадкував у батька статуру та характер, і цілком імовірно, що він, як і батько, хворіє на серцеву недостатність та діабет.
25 квітня 2020 року в ЗМІ з'явилися згадки про ймовірну смерть Кім Чен Ина від ускладнень через перенесення операції на серці після того, як він два тижні не з'являвся на публіці. Повідомлення про погіршення стану здоров'я Кіма з'явилися після того, як він пропустив святкування дня народження свого діда 15 квітня. Про це написало декілька видань, зокрема американські газети «Нью-Йорк пост», «Дейлі мейл» та Express із посиланням на публікації в китайській соцмережі «Weibo». Першоджерелом інформації про смерть Кім Чен Ина стало повідомлення заступниці гонконзького телемовника HKSTV Шицзянь Синцзоу, з посиланням на «дуже солідне джерело» вона написала, що лідер КНДР помер. Крім того, японський журналіст тижневика Shukan Gendai Дейсуке Кондо, посилаючись на інформацію, отриману від китайського медика, написав, що Кім Чен Ин перебуває «у вегетативному стані».
За даними співрозмовника Кондо, на початку місяця в північнокорейського лідера стався серцевий напад. Його лікарі звернулися по допомогу до Китаю, але розуміючи, що китайські медики не встигнуть приїхати вчасно, вирішили провести операцію зі стентування самостійно. Джерело журналіста стверджує, що операцію проводив хірург, який проходив стажування в Китаї, однак через хвилювання і проблеми із зайвою вагою в Кім Чен Ина втручання затягнулося, внаслідок чого лідер КНДР впав у кому. Керівник корейської асоціації дружби, дипломат Алехандро Као де Бенос запевнив видання Bloomberg, що інформація про смерть Кім Чен Ина не відповідає дійсності.
28 квітня тодішній президент США Дональд Трамп заявив, що в нього є інформація про стан здоров'я лідера КНДР. Він висловив сподівання, що він у порядку і спрогнозував, що незабаром інші теж дізнаються правду.
Держсекретар США Майк Помпео заявив, що США стежать за повідомленнями про стан здоров'я Кім Чен Ина, а через його проблеми зі здоров'ям в КНДР існує ризик голоду через брак продовольства. Згодом «Нью-Йорк пост» повідомив, що сестру Кім Чен Ина на ім'я Кім Йо Чжон готують в КНДР до того, щоб вона зайняла його місце.
2 травня Кім Чен Ин разом із сестрою Кім Йо Чжон відкрив завод із виробництва добрив, тим самим спростувавши інформацію про смерть. На доказ цьому є відео та фото. Дональд Трамп у своєму твіттері написав: «Особисто я радий, що він знову працює і що з ним усе добре». І прикріпив фото відкриття заводу.
29 жовтня 2021 року розвідка Республіки Корея повідомила, що за 2020—2021 роки Кім Чен Ин схуд на 20 кілограмів. Вони провели оцінку зовнішності диктатора «на основі різних наукових методів» із залученням алгоритмів машинного навчання, відеоаналізу з надвисокою роздільною здатністю і моделі стереометричного аналізу, яка оцінює обсяг лицьового жиру і вагу. За словами представників Сеула, у Кім Чен Ина немає проблем зі здоров'ям, про які часто пише преса.